# Litoria chloronota
Litoria chloronota (Arfak Mountain Tree Frog) es una especie de anfibio anuro del género Litoria, de la familia Hylidae.

## Distribución geográfica
Es originaria de Nueva Guinea Occidental (Indonesia).